# ۱۲۷۸ (میلادی)
۱۲۷۸ (میلادی) هزار و دویست و هفتاد و هشتمین سال تقویم میلادی است.

## درگذشتگان
‎